# Jaworzyna Krynicka

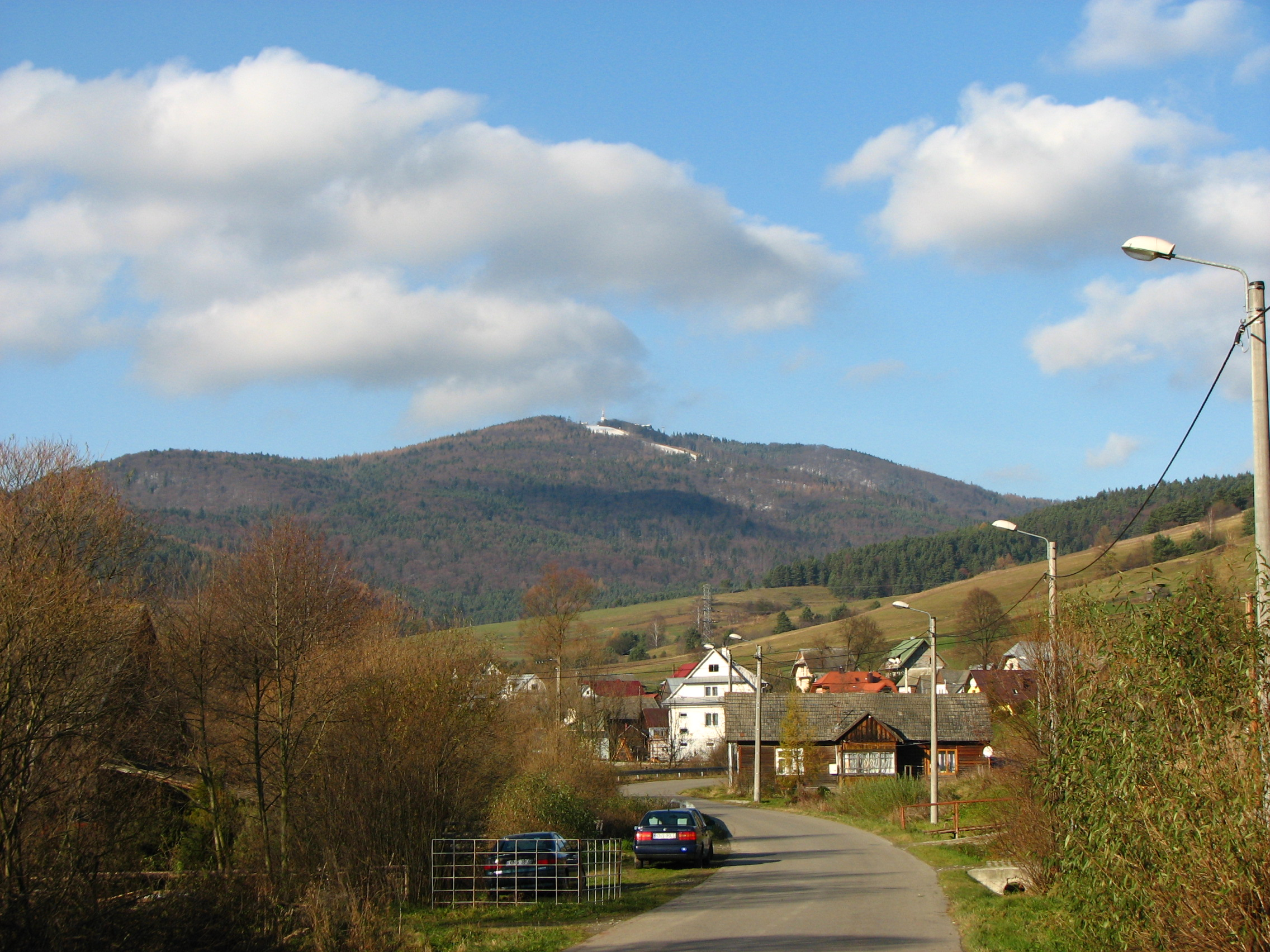
Widok na Jaworzynę ze wsi Jastrzębik

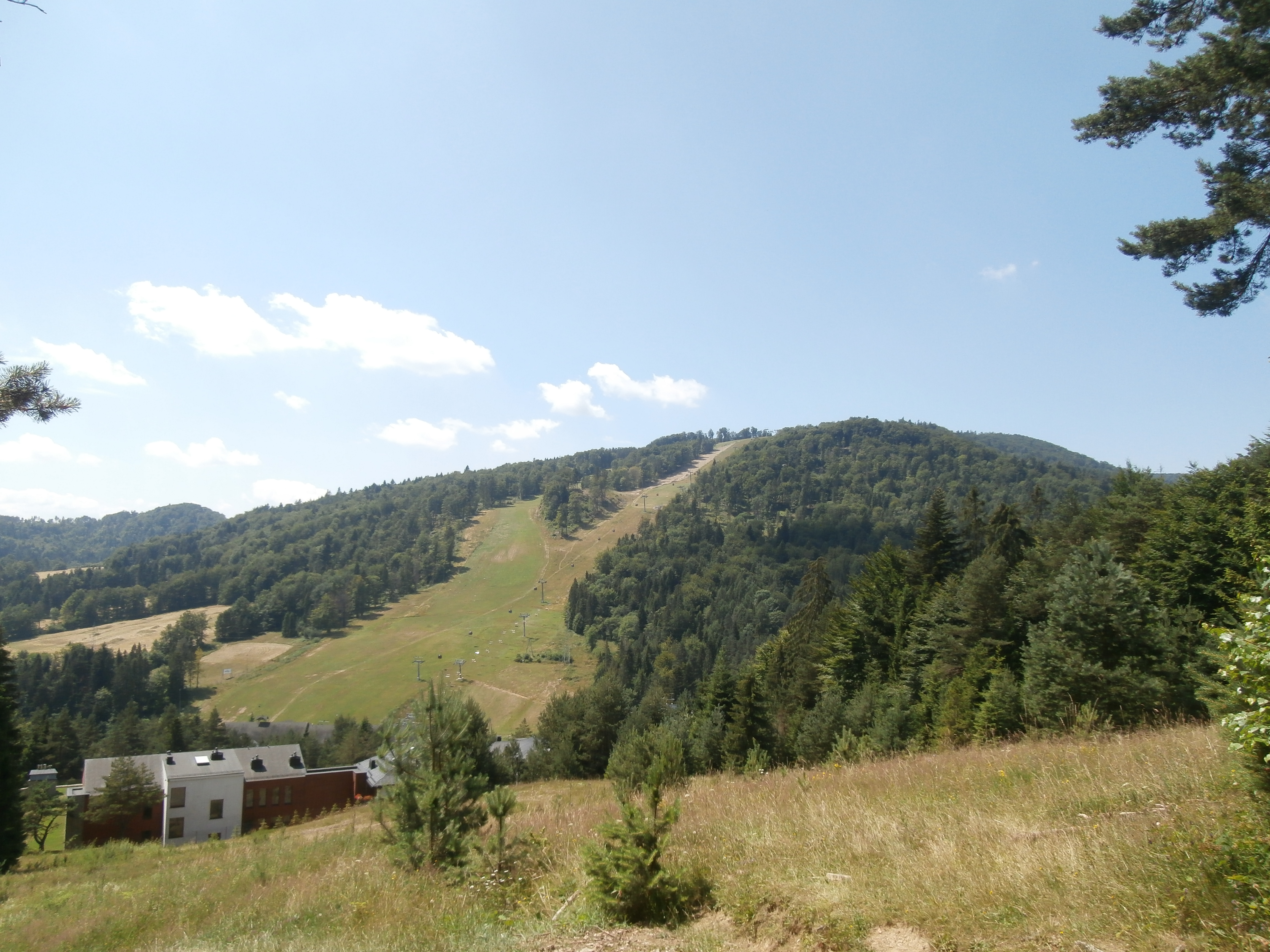
Widok na Jaworzynę z Krzyżowej

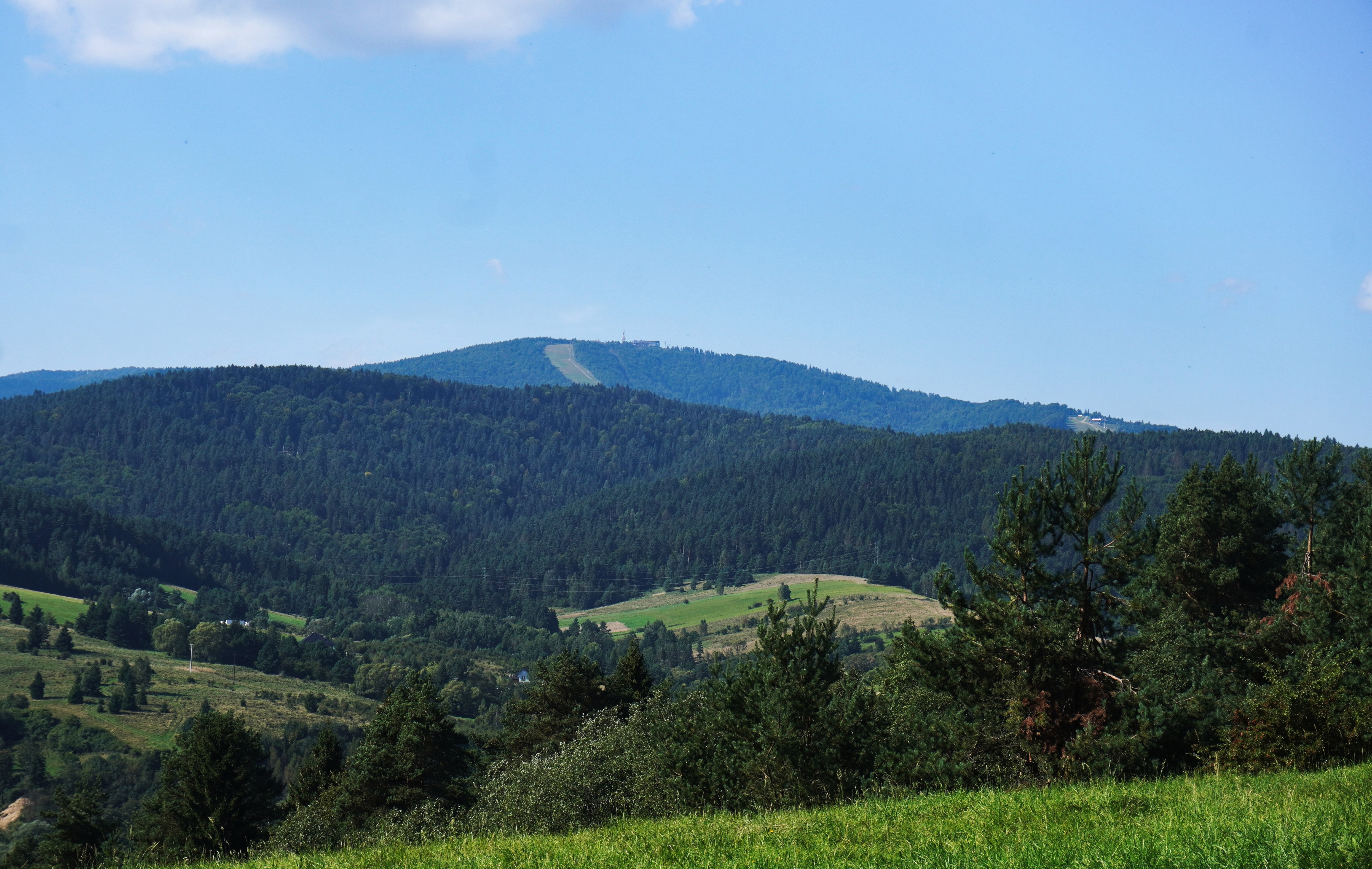
Widok na Jaworzynę ze zbocza Bradowca

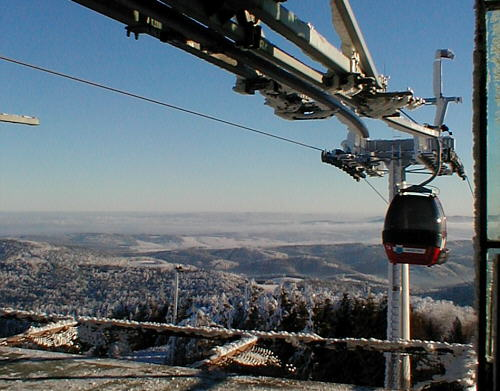
Kolej gondolowa na Jaworzynę Krynicką

Jaworzyna Krynicka lub Jaworzyna (1114 m) – szczyt w Beskidzie Sądeckim, znajdujący się na granicy Krynicy-Zdroju i Muszyny. Jest najwyższym szczytem w Paśmie Jaworzyny.

## Topografia
Jaworzyna Krynicka znajduje się w grani głównej wschodniej części Pasma Jaworzyny. W północno-zachodnim kierunku do Bukowej (1077 m) grań ta jest względnie równa i niemal płaska, natomiast w południowo-wschodnim kierunku z Jaworzyny dość stromo, poprzez wierzchołki Bystrego Wierchu, Palenicy, Szczawnej Góry, Smereczyn i Jastrzębskiej Góry opada w widły Kryniczanki, Muszynki i Jastrzębika. Jaworzyna jest też zwornikiem dla dwóch bocznych grani – długiej południowej z wierzchołkiem Zaruby i krótkiej wschodniej opadającej do doliny Czarnego Potoku. Dolinami pomiędzy czterema grzbietami Jaworzyny spływają cztery potoki: Czarny Potok i jego dopływ Izwór, Jastrzębik i Szczawniczek.

## Zagospodarowanie
Jaworzyna Krynicka jest silnie zagospodarowana. Na jej wierzchołek kursuje z doliny Czarnego Potoku kolej gondolowa. Dzięki temu, jak również dzięki dużym trawiastym obszarom na jej grzbiecie, jest Jaworzyna dobrym i masowo odwiedzanym punktem widokowym. Panorama widokowa (z różnych miejsc) obejmuje cały horyzont. Jest też zimą ośrodkiem narciarskim, jednym z największych w Polsce. U jej stóp w dolinie Czarnego Potoku znajduje się nowoczesna Stacja Narciarska Jaworzyna Krynicka: 8 tras narciarskich, obsługiwanych przez kolejkę gondolową i 7 wyciągów. Łącznie jest tutaj 14 km tras zjazdowych (w tym najdłuższa oświetlona trasa narciarska w Polsce), planowane są też następne. W górnej części północnego stoku znajduje się Schronisko PTTK na Jaworzynie Krynickiej, obok niego dyżurka GOPR i Muzeum Turystyki Górskiej na Jaworzynie Krynickiej.
Jest też Jaworzyna węzłem szlaków turystyki pieszej i rowerowej. Na szczycie znajduje się maszt radiowo-telewizyjny, restauracja i bufety.
W 2021 roku nad dachem górnej stacji kolei gondolowej powstała platforma widokowej z tarasem, która umożliwia obserwacje z wysokości 1122 m. Panorama obejmuje widok na Tatry, Tatry Niżne, Bieszczady, Małe Pieniny, Beskid Niski, Pogórze Ciężkowickie i Dynowskie, Połoninę Równą na Ukrainie, Góry Czerchowskie na Słowacji,.

## Przyroda
W większości Jaworzyna jest zalesiona. Niegdyś na grzbiecie były liczne polany, użytkowane przez Łemków. Po ich wysiedleniu zostały w większości zalesione. Później na stokach wycięto część lasu na potrzeby kolejki gondolowej i narciarskich tras zjazdowych. Obecnie trasy te są dobrymi punktami widokowymi. Są też jaskinie i wychodnie. Największa z nich znajduje się na wschodnim stoku. Jest to Kamień Diabelski.
Pierwotnie Jaworzynę porastał las bukowo-jodłowy. Las świerkowy na grzbiecie powstał w wyniku zalesienia. Oprócz tych trzech podstawowych gatunków drzew na Jaworzynie można spotkać jawory, jesiony, wiązy, modrzewie, sosny, jarzębiny, brzozy, iwy i olsze. Przy schronisku do niedawna rosła 60-letnia zasadzona sosna limba (pomnik przyrody), obecnie w tym miejscu znajduje się drewniana figura Jana Pawła II. Przy drodze dojazdowej do schroniska jest nasienny drzewostan bukowy. Z rzadkich w Polsce gatunków roślin występuje na Jaworzynie Krynickiej m.in. ostrożeń dwubarwny.
Ze zwierząt w masywie Jaworzyny występują wszystkie większe gatunki krajowych ssaków: jelenie, dziki, sarny, rysie, wilki i niedźwiedzie. Te ostatnie nie występują tutaj stale; niekiedy migrują ze Słowacji lub z Bieszczadów.

## Piesze szlaki turystyczne
Schronisko PTTK na Hali Łabowskiej – Runek – Jaworzyna – Krynica-Zdrój (Główny Szlak Beskidzki)
 Muszyna – Złockie – Jaworzyna – Krynica (Szlak Wincentego Pola)